# En Vajsenhusdreng
En Vajsenhusdreng er en amerikansk stumfilm fra 1923 af William Beaudine.

## Medvirkende
- Wesley Barry som Ben Applegate
- Spec O'Donnell som Joe Applegate
- Bruce Guerin som  Andy Applegate
- Kate Toncray som Mrs. Grimes
- Helen Jerome Eddy som Hazel Warren
- George Nichols som Mr. Grimes